# 219 TCN
219 TCN là một năm trong lịch La Mã.